# James Croll
James Croll ( 2 de enero de 1821 - 15 de diciembre de 1890)  fue un científico británico del siglo XIX que desarrolló una teoría del cambio climático sobre la base de los cambios en la órbita terrestre.

## Vida
James Croll nació en 1821 en la granja de Little Whitefield, cerca de Wolfhill en Perthshire (Escocia). Se formó por su cuenta, estudiando física y astronomía. A los 16 años se hizo aprendiz de carretero en Collace, cerca de Wolfhill. En 1848, se casó con Isabella Macdonald.
En la década de 1850, dirigió un hotel de la Liga de la Templanza en Blairgowrie, y luego fue agente de seguros en Glasgow, Edimburgo y Leicester. En 1859 consiguió el puesto de portero en la Universidad de Strathclyde, en Glasgow, donde, consiguiendo que su hermano lo ayudara con su trabajo, pudo dedicarse al estudio de diversos manuales en la biblioteca de la universidad, donde aprendió sobre física, mecánica, astronomía, hidrología y otras ciencias que estaban en boga en la época. 
Desde 1864, año en que se publica su ensayo sobre cómo las variaciones en la órbita terrestre podrían haber influido en las edades de hielo, Croll mantenía correspondencia con Sir Charles Lyell sobre los vínculos entre las glaciaciones y las variaciones en la órbita terrestre. Esta relación le facilitó un puesto en la oficina de Edimburgo del Servicio Geológico de Escocia, como conservador de mapas y de la correspondencia, donde el director, Sir Archibald Geikie, alentó a su investigación. Croll publicó varios libros y documentos que "fueron a la vanguardia de la ciencia contemporánea", entre ellos Climate and Time, in Their Geological Relations de 1875. Tambión se carteó con Charles Darwin sobre la erosión de los ríos.
En 1876, fue elegido miembro de la Royal Society, y recibió un premios y honores por parte de la Universidad de St Andrews. Se retiró en 1880 debido a su mala salud, y murió en 1890.

## Teoría de las edades de hielo
Usando fórmulas para las variaciones orbitales desarrolladas por Leverrier (que habían llevado al descubrimiento de Neptuno), Croll desarrolló una teoría de los efectos de las variaciones de la órbita terrestre en ciclos climáticos. Su idea era que las disminuciones invernales de la luz solar favorecerían la acumulación de la nieve, y aventuró la idea de que el albedo del hielo amplifica los efectos de las variaciones solares. Sugirió que cuando la excentricidad orbital es alta, los siguientes inviernos tenderán a ser más fríos cuando la tierra está más lejana del sol, y por lo tanto, que durante períodos de alta excentricidad orbital, ocurren las glaciaciones. 
Croll predijo la teoría de múltiples edades de hielo, asíncronas en los hemisferios norte y sur, y que la última edad de hielo debería haber terminado unos 80.000 años atrás. La evidencia mostraba múltiples glaciaciones, y los geólogos se mostraron interesados en una teoría para explicarlas. Los geólogos no eran, por entonces, capaces de determinar si la glaciación era sincrónica entre los hemisferios, aunque las pruebas limitadas apuntaban a la no sincronicidad. Más importante, las estimaciones de la tasa de recesión de la cataratas del Niágara indicaban que la última glaciación ocurrió entre 6000 a 35000 años atrás, un margen muy grande pero suficiente para que descartasen la teoría de Croll aquellos que aceptaron esta medición.
El trabajo de Croll fue ampliamente discutido, pero a finales del siglo XIX su teoría era rechazada en general. Sin embargo, la idea básica de las variaciones orbitales influyendo en las temperaturas terrestres debido a las variaciones de la insolación fue desarrollada más a fondo por Milutin Milankovitch y, modificada, triunfaba en 1976.

## Libros
- 1857: The Philosophy of Theism
- 1875: Climate and Time, in Their Geological Relations
- 1885: Climate and Cosmology
- 1889: Discussions on climate and cosmology. Editor E. Stanford, 327 pp.
- 1890: The philosophical basis of evolution. Editor E. Stanford, 204 pp.
- 1896: publicación póstuma de la autobiográfica de James Croll, en Memoria de su Vida y Obra, editado por J. C. Irons.
- 1893: Climate and time in their geological relations: a theory of secular changes of the earth's climate. Edición	reimpresa de D. Appleton and Company, 577 pp.